# The Ranch
The Ranch é uma série de comédia americana cujo lançamento aconteceu na Netflix em 2016. É estrelada por Ashton Kutcher, Danny Masterson, Debra Winger, Elisha Cuthbert e Sam Elliott.
The Ranch tem lugar em um rancho no Colorado detalhando a vida de dois irmãos tentando ajudar seu pai no rancho. Há quatro  temporadas de dez episódios lançados simultaneamente em 2016. Os primeiros dez episódios da série estrearam no dia 1 de abril de 2016. A segunda parte da 1.ª temporada teve sua estreia em 7 de outubro..
The Ranch registrou 9,5 milhões de espectadores, sendo a quarta série mais vista da Netflix nos últimos meses. No final de abril de 2016, foi anunciado que a Netflix a renovou para uma segunda temporada. Em 16 de junho de 2017, foi liberada a primeira parte da 2.ª temporada com 10 episódios. Em dezembro, uma semana antes do lançamento da segunda parte, foi anunciado que Masterson havia sido retirado do programa após várias acusações de abuso sexual feitas contra ele, e apareceu apenas nos dez primeiros episódios da terceira temporada foi contratado Dax Shepard para substituí-lo, que foi lançada em 15 de junho de 2018 e com a estreia de Shepard foi lançada no dia 7 de dezembro de 2018.
Em 31 de outubro de 2018, a série foi renovada para a 4ª temporada que contou com 20 episódios, que também foi a última temporada da série, na qual foi concluída em 24 de janeiro de 2020.
A parte 7, foi lançada em 13 de setembro de 2019 e a parte 8 em 24 de janeiro de 2020

## Sinopse
A história de The Ranch se passa na pequena cidade de Garisson, no Colorado, onde Colt Bennett (Ashton Kutcher), retorna à sua cidade natal depois de uma breve carreira de jogador semi-profissional de futebol americano. Ele segue o negócio da família com seu irmão Jameson "Galo" (Danny Masterson).

## Elenco e personagens
- Ashton Kutcher como Colt Bennett
- Debra Winger como Margaret "Maggie" Bennett
- Danny Masterson como "Galo" Bennett (1ª-3ª temporada)
- Elisha Cuthbert como Abby Phillips
- Sam Elliott como Beau Bennett
- Dax Shepard como Luke Matthews (4ª temporada)
- Jim Beaver como Chuck Phillips

### Recorrente
- Barry Corbin como Dale Rivers
- Grady Lee Richmond como Hank
- Bret Harrison como Kenny Ballard (1ª e 4ª temporada)
- Megyn Price como Mary Roth
- Kelli Goss como Heather Roth
- Molly McCook como Darlene Roth
- Kathy Baker como Joanne
- Ethan Suplee como "Beer Pong" Billy Tompkins
- Aimee Teegarden como Nikki
- Chasty Ballesteros como Tanya Showers
- Laura Vallejo como Maria
- Sharon Lawrence como Brenda Sanders
- Maggie Lawson como Jen
- Wendie Malick como Lisa Neumann

## Episódios
| Temporada | Temporada | Parte | Episódios | Episódios | Originalmente exibido  |
| --------- | --------- | ----- | --------- | --------- | ---------------------- |
|           | 1         | 1     | 20        | 10        | 1 de abril de 2016     |
|           | 1         | 2     | 20        | 10        | 7 de outubro de 2016   |
|           | 2         | 3     | 20        | 10        | 16 de junho de 2017    |
|           | 2         | 4     | 20        | 10        | 15 de dezembro de 2017 |
|           | 3         | 5     | 20        | 10        | 15 de junho de 2018    |
|           | 3         | 6     | 20        | 10        | 7 de dezembro de 2018  |
|           | 4         | 7     | 20        | 10        | 13 de setembro de 2019 |
|           | 4         | 8     | 20        | 10        | 24 de janeiro de 2020  |

## Recepção
The Ranch foi inicialmente recebida com críticas mistas por parte dos críticos. A revisão do site Rotten Tomatoes dá à série um índice de aprovação de 80%, com base em 92 avaliações, com uma classificação média de 4.5/5. Metacritic deu-lhe uma pontuação de 56 em 100, baseada em 20 críticas, indicando "comentários misto ou médios ".
O crítico de televisão Willa Paskin escreveu uma resenha positiva sobre a série, "The Ranch é uma comédia de estado vermelho (republicano), embora ocorra no estado do Colorado (notoriamente democrata), e é boa o suficiente para ser visto por pessoas de qualquer filiação política" e "A bondade foge para cima de você."